# ATP Cup
A ATP Cup foi um torneio de tênis profissional masculino por equipes organizado pela Associação de Tenistas Profissionais.
Realizado em três sedes na Austrália - Brisbane, Perth e Sydney -, o torneio estreou em 2020, como um concorrente informal da Copa Davis, com a diferença de que fornecia pontos nos rankings. Os jogos eram disputados em quadras duras durante a primeira semana de janeiro.
Foi cancelado depois de três edições, dando lugar ao torneio de equipes mistas intitulado United Cup.

## Finais
| Ano  | Cidade    | Equipe campeã | Equipe Vice-campeã | Resultado |
| ---- | --------- | ------------- | ------------------ | --------- |
| 2022 | Sydney    | Canadá        | Espanha            | 2–0       |
| 2021 | Melbourne | Rússia        | Itália             | 2–0       |
| 2020 | Sydney    | Sérvia        | Espanha            | 2–1       |